# ReadyBoost
ReadyBoost – funkcja wprowadzona po raz pierwszy w systemie operacyjnym firmy Microsoft, Windows Vista. Wykorzystuje ona miejsce na dysku przenośnym do zwiększenia wydajności systemu. Podłączona do komputera karta SD, CompactFlash lub pendrive może być użyta jako pamięć podręczna cache.
17 listopada 2007 firma MDO Ltd. wydała pierwszą wersję oprogramowania eBoostr umożliwiającego podobne wykorzystanie zewnętrznych pamięci oraz nadmiernej pamięci RAM w Microsoft Windows XP, jak ReadyBoost umożliwia w Windows Vista i Windows 7.

## Wymagania
Dla celów ReadyBoost można wykorzystywać większość szybszych urządzeń typu pendrive podłączanych do zewnętrznych portów USB, a także czytników kart flash na wewnętrznej magistrali USB/PCI (stosowanych np. w laptopach). Wymagania to minimum 230 MB wolnego miejsca na urządzeniu, magistrala USB 2.0 oraz wydajność 2,5 MB/s dla odczytu losowych 4 KB porcji danych oraz 1,75 MB/s dla zapisu losowych porcji o wielkości 512 KB.
Dyski twarde są znacznie szybsze w przypadku dużych ciągłych porcji danych, natomiast pamięci flash są szybsze przy losowych odczytach i zapisach niewielkich porcji danych. ReadyBoost potrafi inteligentnie odczytywać duże porcje pamięci wirtualnej z dysku twardego, natomiast mniejsze z pamięci flash.

## W praktyce (Windows 7)
Po uruchomieniu na karcie jest tworzony plik „ReadyBoost.sfcache” i wstępnie wypełniany danymi na podstawie informacji zapisanych w folderze „\Windows\Prefetch”. Jest to ok. 1,5 GB (z kompresją), potem system dokonuje pojedynczych zapisów. Na ogół wykorzystuje nie więcej niż 3 GB (z kompresją). Na karcie sformatowanej w FAT32 wielkość pliku jest ograniczona do 4 GB. Na exFAT pojedynczy plik może mieć wielkość do 16 eksabajtów.
Odczyty następują w pakietach po kilka-kilkanaście KB, zapisy po 1 MB (co ogranicza zużycie karty). W ustawieniach czytnika kart warto zaznaczyć „większą wydajność”.
Zawartość pliku jest tracona po:
- zamknięciu/restarcie systemu,
- hibernacji,
- wyjęciu karty pamięci,
- zmianie parametrów (wielkości) ReadyBoost na danej karcie,
- zatrzymaniu usługi „Wstępne ładowanie do pamięci”.

Uśpienie/wybudzenie nie powoduje utraty zawartości. Kartę w każdej chwili można wyjąć. (Uwaga: w trybie „większa wydajność” niespodziewane usunięcie karty może skutkować jej uszkodzeniem, np. przejściem w stan tylko do odczytu). Dane zapisywane na karcie są wyłącznie kopią danych z dysku twardego. Zawartość jest kompresowana o 30–40% i prawdopodobnie szyfrowana.
Pracę mechanizmu można śledzić programem „Monitor wydajności” / „Pamięć podręczna funkcji ReadyBoost”.